# Kath Soucie
Kath Soucie (New York City, 20 febbraio 1953) è una doppiatrice statunitense.

## Carriera
Ha doppiato Shinnosuke Nohara nell'adattamento britannico di Shin Chan e Phil e Lil DeVille ne I Rugrats.

## Filmografia

### Doppiatrice
- I Rugrats - serie TV, 167 episodi (1990-2006)
- La bella e la bestia (Beauty and the Beast), regia di Gary Trousdale (1991)
- Little Dracula (1991)
- Ecco Pippo! (2 episodi, 1992)
- Timon e Pumbaa (5 episodi, 1995-1999)
- Il gobbo di Notre Dame (The Hunchback of Notre Dame), regia di Gary Trousdale e Kirk Wise(1996)
- Space Jam, regia di Joe Pytka (1996)
- La bella e la bestia - Un magico Natale (Beauty and the Beast - The Enchanted Christmas), regia di Andy Knight (1997)
- Pocahontas II - Viaggio nel nuovo mondo (Pocahontas II - Journey to a New World), regia di Tom Ellery e Bradley Raymond (1998)
- Rugrats - Il film (The Rugrats Movie), regia di Igor Kovaljov, Norton Virgien (1998)
- I misteri di Silvestro e Titti (1 episodio, 1999)
- T come Tigro... e tutti gli amici di Winnie the Pooh (The Tigger Movie), regia di Jun Falkenstein (2000)
- I Rugrats a Parigi - Il film (Rugrats in Paris: The Movie), regia di Stig Bergqvist, Paul Demeyer (2000)
- Ricreazione - La scuola è finita (Recess: School's Out), regia di Chuck Sheetz (2001)
- Lilli e il vagabondo II - Il cucciolo ribelle (Lady and the Tramp II: Scamp's Adventure), regia di Darrell Rooney e Jeannine Roussel (2001)
- Il libro di Pooh (2001) - Serie TV
- House of Mouse - Il Topoclub (6 episodi, 2001-2002)
- Ritorno all'Isola che non c'è, regia di Robin Budd e Donovan Cook (2002)
- Lilo & Stitch, regia di Dean DeBlois e Chris Sanders (2002)
- Kim Possible (7 episodi, 2002-2007)
- Che fine ha fatto Santa Clause? (The Santa Clause 2), regia di Michael Lembeck (2002)
- La carica dei 101 II - Macchia, un eroe a Londra (101 Dalmatians II: Patch's London Adventure), regia di Jim Kammerud (2003)
- I Rugrats nella giungla (Rugrats Go Wild!), regia di John Eng e Norton Virgien (2003)
- Clifford e i suoi amici acrobati (Clifford's Really Big Movie), regia di Robert C. Ramirez (2004)
- Le avventure di Piggley Winks (8 episodi, 2004-2006)
- Winnie the Pooh e gli Efelanti (Pooh's Heffalump Movie), regia di Frank Nissen (2005)
- Juniper Lee (40 episodi, 2005-2007)
- Manny tuttofare - serie TV, 83 episodi (2006-2012)
- Star Wars: The Clone Wars (4 episodi, 2009-2010)
- Winx Club - serie TV, 6 episodi (2011-2012)
- Agente Speciale Oso (1 episodio, 2012)
- Sonic (seconda serie animata 1993) Sally Acorn E Nicole (1993-1994)